# Хуай (фамилия)

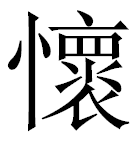

Хуай — китайская фамилия (клан). Хуай (кит. 懷 — пазуха; держать за пазухой).

## Распространение
Историческая местность на территории провинции Хэнань на востоке центральной части Китая.

## Известные Хуай
- Хуай-хай (кит. 懷海, упрощ. 怀海, пиньинь Huáihái, яп. Хякудзё Экаи) (Чанлэ, Фучжоу, 749—814) — чаньский мастер времён династии Тан в Китае. Ключевая фигура в становлении дисциплины чаньского монашества (совместный труд). Персонаж классических коанов.
- Хуай Цзиньпэн (род. 1962) — китайский учёный и политический деятель, министр образования КНР с 20 августа 2021 года. Действительный член Академии наук КНР (2009).